# Together With Me
Together With Me är en thailändsk TV-serie som sändes på LINE TV från 24 augusti till 5 oktober 2017.

## Rollista (i urval)
- Nattapol Diloknawarit - Korn
- Pakorn Thanasrivanitchai - Knock
- Pimnitchakun Bumrungkit - Yihwa
- Visava Thaiyanont - Cho
- Aim Satida Pinsinchai - Plern Pleng
- Tantimaporn Supawit - Farm
- Apiwat Porsche - Bright
- Tripobphoom Suthaphong - Mew
- Tem Khamphee Noomnoi - Phubet
- Thitichaya Chiwpreecha - Fai
- Janistar Phomphadungcheep Ken - Prae
- Mai Sukonthawa - Gavintra